# 格利泽1286
格利泽1286是一顆位於雙魚座附近的紅矮星，距離地球23.4光年。